# メン・イン・ブラック3
『メン・イン・ブラック3』（メン・イン・ブラックスリー、Men in Black 3, MIB3, MIB3）は、2012年のアメリカのSFアクションコメディ映画。

## 概要
メン・イン・ブラック映画シリーズ生誕15周年記念作品。ウィル・スミス、トミー・リー・ジョーンズ、ジョシュ・ブローリン出演、バリー・ソネンフェルド監督、スティーヴン・スピルバーグ製作総指揮。同年5月25日、前作『メン・イン・ブラック2』から10年ぶりの続編としてアメリカ、ロシア、イギリス、中国など世界101の地域で同時公開された。批評家から概ね高評価を受け、そして世界で6億2400万ドル以上を稼ぎ、インフレ調整前ではシリーズの中で最高の興行収入を記録した。

## ストーリー
月面のルナマックス銀河系刑務所から、隻腕のボグロダイト星人である凶悪犯のボリスが脱獄した。ボリスは地球に降り立ち、かつて片腕を失い逮捕される原因となったエージェントKを過去に遡って殺害するため、タイム・マシーンを持つ電気店経営の男と接触を図った。
一方、エージェントJとKの二人は地球の平和を守るため日々奔走していた。ある日、エイリアンが人間の内臓を食っているとの通報を受け、現場の中華料理店に向かう。エイリアンの経営する店の厨房でボリスの好物であった宇宙エビを発見、ボリスが脱獄したことを知る。突然、二人は店内でエイリアンの襲撃を受ける。激しい攻防の中、Kはボリスと再会、ボリスは「お前は過去で死ぬ」という言葉を残し姿を消すのだった。一方的に突き放したKの態度が腑に落ちないJは本部に戻りデータベースで1969年に起こった出来事を調べ、「1969年7月16日、フロリダ州ケープ・カナベラルにてエージェントKがボリスを逮捕」「その際、ボグロダイト星人を殲滅する武器を入手した」という情報を得るものの、それ以上は機密扱いされていた。その晩Kは電話でJに『後悔』や『秘密』といった謎めいた事を話すが、それ以上何も語る気のないKに落胆したJは電話を切る。
しかし、その電話を最後にKは一切の痕跡を残さずに忽然と消えてしまう。
翌日、MIB本部に出勤したJはKのことを誰も覚えていないことに混乱する。他界したエージェントZに代わり着任したエージェントOとJは、ボリスの歴史改変により、Kが40年前に死亡したことになっていることに気付く。しかも、1969年にボグロダイト対策にKが備え付けたアークネットも失われ、ボグロダイトは地球侵攻を開始していた。Jは歴史を修正するため、電気店経営の男を訪ね、ボリスと同じ装置でKが殺される前日の1969年7月15日にタイムトラベルする。
ボリスを探してコニーアイランドを訪れたJは、そこで29歳の若い時代のエージェントKに出会う。当初はまるで信用されなかったJであるが、やがてKからの信頼を得て、ともに手がかりを探すことに。ボウリング場、さらにアンディ・ウォーホルのスタジオ“The Factory”を訪れ、そこでアークネットと予知能力をもつ宇宙人・グリフィンと出会う。グリフィンの母星はボグロダイトに滅ぼされており、地球が同じ運命を辿らないよう警告される。JとKはシェイ・スタジアムでグリフィンからアークネットを手渡され、6時間後に発射されるアポロ11号に取り付けるよう指示を受ける。
ケープ・カナベラルに到着した3人は不審者として軍隊に拘束されるが、グリフィンの予知能力を垣間見たエドワーズ大佐によって解放される。JとKはロケット発射台で、それぞれ現在のボリスと1969年のボリスと格闘する。Jはタイムジャンプマシンを使った奇策によって結果的には無傷で現在のボリスを発射台から叩き落す。Kは1969年のボリスの片腕を打ち抜いて発射台から落とし、アークネットをロケットに取り付けることに成功する。アークネットは宇宙空間で展開され、現在のボリスは落下先でロケットの噴射に巻き込まれ焼死する。発射台から戻ってきたKを大佐が出迎えるが、1969年のボリスによる不意打ちで大佐は斃れてしまう。Kに銃口を向けられたボリスは自分を逮捕するよう挑発するが、今回の騒動を経たKは改変前と異なりボリスを撃ち殺した。
そして、車両から大佐の息子・ジェームズが父親を探して降りてくる。大佐の死を知らせたくないKはニューラライザーでジェームズの記憶を操作し、彼の父親は英雄だと伝える。
元の時間に帰るタイミングを逸していたJは事の顛末を見届けていたが、その幼いジェームズこそがかつての自分である事に気付き、Kが消失した夜に彼が言い残した『後悔』と『秘密』の正体を知る。
元の時間に戻ってきたJはKと食堂で会い、宇宙が知らない秘密と遠い昔の昨日の話をして席を立つ。そこで別席にいたグリフィンが、Kがチップを払わないと地球が大変なことになると観客に警告するが、Kがチップを置きに戻ってくると、地球に向かっていた小惑星が間一髪、軌道周回中の人工衛星に衝突。グリフィン以外の誰も知らない所で地球は無事救われる。

## 登場人物
エージェントJ
演 - ウィル・スミス
メン・イン・ブラックのエージェント。
エージェントK
演 - トミー・リー・ジョーンズ
Jのパートナー。
ヤング・エージェントK
演 - ジョシュ・ブローリン
若き日のK。
エージェントO
演 - エマ・トンプソン
メン・イン・ブラックの新しいリーダー。
ヤング・エージェントO
演 - アリス・イヴ
若き日のエージェントO。
ボリス・ジ・アニマル
演 - ジェマイン・クレメント
ボグロダイト星人。
グリフィン
演 - マイケル・スタールバーグ
予知能力がある。
リリー
演 - ニコール・シャージンガー
ポリスの脱獄を助けるために面会に現れた女性。
ジェフリー・プライス
演 - マイケル・チャーナス
タイムトラベルの能力が使える。
アンディ・ウォーホル / エージェントW
演 - ビル・ヘイダー
芸術家。実在の人物だが本シリーズではメン・イン・ブラックのエージェントという設定。
ジェームズ・ダレル・エドワーズ大佐
演 - マイク・コルター
アメリカ軍の大佐。
ジェームズ・ダレル・エドワーズ三世
演 - カイエン・マーティン
ジェームズ・ダレル・エドワーズの息子。実は後のエージェントJ。

## キャスト
| 役名                               | 俳優                           | 日本語吹替 |
| ---------------------------------- | ------------------------------ | ---------- |
| エージェントJ                      | ウィル・スミス                 | 江原正士   |
| エージェントK                      | トミー・リー・ジョーンズ       | 谷口節     |
| ヤング・エージェントK              | ジョシュ・ブローリン           | 谷口節     |
| エージェントO                      | エマ・トンプソン               | 高島雅羅   |
| ヤング・エージェントO              | アリス・イヴ                   | 北西純子   |
| ボリス・ジ・アニマル               | ジェマイン・クレメント         | 中田譲治   |
| グリフィン                         | マイケル・スタールバーグ       | 三ツ矢雄二 |
| リリー                             | ニコール・シャージンガー       | 東條加那子 |
| エージェントX                      | デヴィッド・ラッシュ           | 糸博       |
| ジェフリー・プライス               | マイケル・チャーナス           | かぬか光明 |
| アンディ・ウォーホル エージェントW | ビル・ヘイダー                 | 津田健次郎 |
| ジェームズ・ダレル・エドワーズ大佐 | マイク・コルター               | 江川央生   |
| ジェームズ・ダレル・エドワーズ三世 | カイエン・マーティン           | 釘宮理恵   |
| ミスター・ウー                     | キーオン・ヤング               | 岩崎ひろし |
| エージェントAA                     | ウィル・アーネット             | 上田燿司   |
| 5Kの母親                           | アレクサンドラ・オハラ         | 原島梢     |
| オバダイア・プライス               | ラニー・フラハーティ           | 糸博       |
| ボウリングボール・ヘッド           | レニー・ヴェニート             | 魚建       |
| 四つ手エイリアン                   | アンソニー・J・ガロ            | 隈本吉成   |
| 1969年の警官                       | ジェームズ・マーティン・ケリー | 浦山迅     |
| ルナマックスの看守                 | クラーク・ソレル               | 下山吉光   |
| ルナマックスの看守                 | アダム・ムッチ                 | 間宮康弘   |
| ルナマックスの看守                 | トム・マッコマス               | 林和良     |
| ルナマックスの看守                 | ダグラス・クロスビー           | 桂一雅     |
| ティーンエイジ・エイリアン         | ブリット・ジョンソン           | 後藤ヒロキ |
| 伍長                               | チャーリー・バーネット         | 山本兼平   |
| 本部アナウンス                     | N/A                            | 合田絵利   |

前作で話題となったマイケル・ジャクソンのカメオ出演だが、本作でもレディー・ガガ、ジャスティン・ビーバー等の大物ミュージシャン、その他にティム・バートン監督などの豪華キャストがカメオ出演した。またリチャード・ニクソンの映像も流用される。

## スタッフ
- 監督:バリー・ソネンフェルド
- 製作:ウォルター・F・パークス、ローリー・マクドナルド
- 製作総指揮:スティーヴン・スピルバーグ、G・マック・ブラウン
- 脚本:デヴィッド・コープ、ジェフ・ナサンソン、イータン・コーエン、マイケル・ソッチョ
- 原作:ローウェル・カニンガム 『The Men in Black』
- 撮影:ビル・ポープ,ASC
- 音楽:ダニー・エルフマン
- 編集:ウェイン・ウォーマン、ドン・ジマーマン,A.C.E.
- 美術監督:ボー・ウェルチ
- キャスティング:エレン・チェノウェス
- 衣裳:メアリー・E・ヴォグト
- エイリアン特殊メイク:リック・ベイカー
- タイトルデザイン:パブロ・フェロ
- VFXスーパーバイザー:ケン・ローストン
- 製作会社:アンブリン・エンターテインメント、Hemisphere Media Capital、P+M Media Image Nation
- 字幕翻訳：戸田奈津子
- 吹替翻訳：松崎広幸
- 吹替演出：鍛治谷功
- 吹替製作：ニュージャパンフィルム

## 製作
前作の『メン・イン・ブラック2』の撮影中に、監督のバリー・ソネンフェルドにウィル・スミスから、彼が演じるエージェントJが相棒のエージェントKを救いに過去にタイムトラベルするという設定が提案され、ソネンフェルドはアイデアについて「開発にとても長いプロセスがあると判明した」と語った。本作が初公表されたのは2009年4月1日、ソニー・ピクチャーズ エンタテインメント会長のロリー・ブロイヤーによってである。2009年10月頃、イータン・コーエンが脚本を書き始める。2010年5月頃、バリー・ソネンフェルド監督はウィル・スミスとトミー・リー・ジョーンズが主演を担当することが確定したことを話した。2人とも再演できることに興味を示していたという。プロデューサーとしてはウォルター・F・パークスとローリー・マクドナルド、そして製作総指揮者のスティーヴン・スピルバーグが担当している。3人とも前2作のプロデューサーである。
同年6月、デヴィッド・コープがイータン・コーエンの脚本を書き換える。その後、11月頃にジェフ・ナサンソンがタイムトラベルの部分を書き換える。このナサンソンとコープは過去、スピルバーグと一緒に、映画『インディ・ジョーンズ/クリスタル・スカルの王国』（2008年）を共同に制作した経験がある。
撮影は2010年11月16日に始まり、2010年11月中旬から12月下旬と、2011年4月下旬から5月初旬までの期間で撮影が行われた。カメラはArri アレクサが使用された。プロダクションにかかるコストを削減するため、撮影期間がニューヨーク州が税控除となる期間に設定された。ニューヨーク州ブロンクス区のモリスパーク、ブルックリン地区のコニーアイランドなどがロケ地になった。
MIBのオフィシャルカーとして、前2作でのフォード・LTD クラウンビクトリア、メルセデス・ベンツ・Eクラスに代わり、フォード・トーラス SHOが採用された。

### サウンドトラック
テーマ曲がシリーズ前二作と異なりウィル・スミスによるものではなく、ラッパーのピットブルによる "Back In Time" であり、サウンドトラック全体はこれまでのシリーズ作品同様、ダニー・エルフマンが担当した。
| 全作曲: ダニー・エルフマン。 |                                           |      |                    |      |
| #                            | タイトル                                  | 作詞 | 作曲・編曲         | 時間 |
| 1.                           | 「Men in Black 3 – Main Titles」          |      | ダニー・エルフマン | 5:54 |
| 2.                           | 「Spiky Bulba」                           |      | ダニー・エルフマン | 2:17 |
| 3.                           | 「The Set-Up」                            |      | ダニー・エルフマン | 3:35 |
| 4.                           | 「Headquarters」                          |      | ダニー・エルフマン | 1:59 |
| 5.                           | 「Regret」                                |      | ダニー・エルフマン | 3:03 |
| 6.                           | 「Wrong」                                 |      | ダニー・エルフマン | 1:02 |
| 7.                           | 「Not Funny」                             |      | ダニー・エルフマン | 1:48 |
| 8.                           | 「Big Trouble」                           |      | ダニー・エルフマン | 1:14 |
| 9.                           | 「Out on a Limb」                         |      | ダニー・エルフマン | 2:00 |
| 10.                          | 「Time Jump」                             |      | ダニー・エルフマン | 1:14 |
| 11.                          | 「Bad Fortune」                           |      | ダニー・エルフマン | 1:14 |
| 12.                          | 「Forget Me Not」                         |      | ダニー・エルフマン | 1:27 |
| 13.                          | 「Into the Past」                         |      | ダニー・エルフマン | 1:37 |
| 14.                          | 「Griffin Steps Up」                      |      | ダニー・エルフマン | 1:40 |
| 15.                          | 「True Story」                            |      | ダニー・エルフマン | 0:41 |
| 16.                          | 「The Prize – Monocycles」                |      | ダニー・エルフマン | 3:56 |
| 17.                          | 「Boris Meets Boris」                     |      | ダニー・エルフマン | 1:26 |
| 18.                          | 「Under the Bridge」                      |      | ダニー・エルフマン | 5:51 |
| 19.                          | 「The Mission Begins」                    |      | ダニー・エルフマン | 5:27 |
| 20.                          | 「Mission Accomplished」                  |      | ダニー・エルフマン | 3:07 |
| 21.                          | 「A Close One」                           |      | ダニー・エルフマン | 1:33 |
| 22.                          | 「Men in Black 3 – Main Title Revisited」 |      | ダニー・エルフマン | 1:33 |

## 評価

### 興行収入
公開初日の興収は1,770万ドルで、前2作より若干低い結果となったが、公開初週末と合わせて興収は5,460万ドルで前2作の記録を上回り、北米興行収入ランキングで1位となった。戦没将兵追悼記念日に1,470万ドルを記録し、4日間の興行収入合計は6,930万ドルとなった。
日本では、公開3日間で7億188万5,000円という興行成績で、初登場1位を獲得し、土日2日間ではシリーズ1作目対比121％、2作目対比108％というシリーズ最高成績を記録した。最終的に32億円の興行収入を記録し、2012年の日本国内の年間洋画ランキングでは4位を獲得した。
日本での配給は当初はソニー・ピクチャーズ エンタテインメントだったが、東宝東和に変更された。

### 批評家の反応
批評家からは、概ね肯定的な評価を受けた。Rotten Tomatoesでは190件のレビュー中支持率は68%で、平均点は6/10となった。Metacriticでは、38名の批評家レビューに基づいて58点となった。

## タイアップ
Jリーグの名古屋グランパスが映画公開日である2012年5月25日にタイアップ企画を行った。メインキャストの3人が立っているポスターのパロディが5月22日から5月28日までJR名古屋駅コンコースやJR東海・名古屋鉄道・名古屋市営地下鉄の一部駅構内、豊田スタジアムなどで掲載された。パロディで出演した選手は、ダニエル、ケネディ、ダニルソン。

## テレビ放送
| 回数 | テレビ局   | 番組名（放送枠名） | 放送日        | 放送時間      | 放送分数 | 視聴率 |
| ---- | ---------- | ------------------ | ------------- | ------------- | -------- | ------ |
| 1    | 日本テレビ | 金曜ロードSHOW!    | 2015年4月10日 | 21:00 - 22:54 | 114分    | 12.7%  |
| 2    | 日本テレビ | 金曜ロードSHOW!    | 2019年6月21日 | 21:00 - 22:54 | 114分    | 9.6%   |
| 3    | テレビ東京 | 午後のロードショー | 2023年8月18日 | 13:40 - 15:40 | 120分    |        |

- 視聴率はビデオリサーチ調べ、関東地区・世帯・リアルタイム。